# Pośrednia Nowoleśna Turnia
Pośrednia Nowoleśna Turnia (słow. Prostredná Slavkovská veža, niem. Mittlerer Schlagendorfer Turm, węg. Középső Szalóki torony, 2368 m n.p.m.) – środkowa z trzech Nowoleśnych Turni znajdujących się w Nowoleśnej Grani w słowackiej części Tatr Wysokich. Od Zadniej Nowoleśnej Turni oddziela ją Nowoleśna Szczerbina, natomiast od Skrajnej Nowoleśnej Turni oddzielona jest przełęczą Ciemna Ławka. Podobnie jak inne Nowoleśne Turnie nie jest dostępna dla turystów i nie prowadzą na nią żadne szlaki turystyczne.
Przez północne ściany Pośredniej Nowoleśnej Turni biegnie fragment Nowoleśnej Galerii – tzw. Pośrednia Nowoleśna Galeria, która nadaje jej kształt podobny do Małego Ganku z jego Galerią Gankową.
Pośrednia Nowoleśna Turnia zwana była niegdyś Środkową Nowoleśną Turnią.

## Historia
Pierwsze wejścia turystyczne:
- Karol Englisch i Johann Hunsdorfer senior, 7 sierpnia 1902 r. – letnie,
- Władysław Krygowski, 13 marca 1928 r. – zimowe.

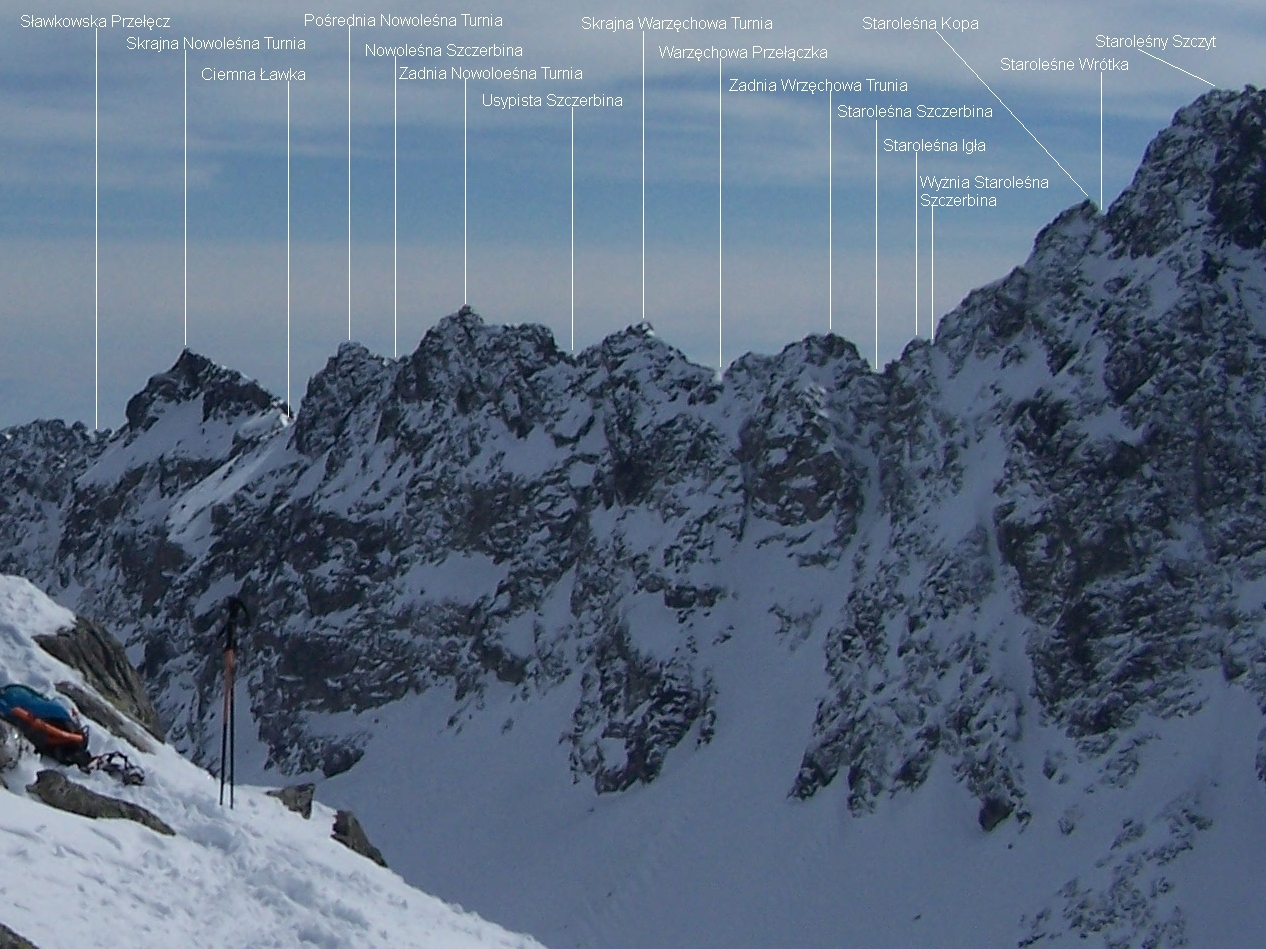
Widok ze Świstowego Szczytu